# Ramón Luis Valcárcel
Ramón Luis Valcárcel Siso (ur. 16 listopada 1954 w Murcji) – hiszpański polityk i wykładowca akademicki, działacz Partii Ludowej, prezydent Murcji (1995–2014), przewodniczący Komitetu Regionów, poseł do Parlamentu Europejskiego VIII kadencji.

## Życiorys
Ukończył studia z zakresu filozofii i sztuki na Uniwersytecie w Murcji. Podjął pracę na macierzystej uczelni, prowadząc badania na temat historii i kultury swojego regionu. W 1982 wstąpił do centroprawicowego Sojuszu Ludowego, z którym później współtworzył Partię Ludową. W latach 80. zasiadał w miejskiej egzekutywie w Murcji, odpowiadając za planowanie przestrzenne. W 1987 objął stanowisko wiceprzewodniczącego PP we wspólnocie autonomicznej oraz mandat radnego miejskiego. W 1991 stanął na czele Partii Ludowej w regionie. W 1995 został wybrany na posła do kortezów Murcji, powierzono mu stanowisko prezydenta rządu regionalnego. Reelekcję na obie te funkcje uzyskiwał w 1999, 2003, 2007 i 2011, sprawując urząd prezydenta Murcji do 2014.
Od 1995 członek Komitetu Regionów, obejmował różne funkcje w strukturze tej instytucji. W 2012 został przewodniczącym komitetu, zastępując Mercedes Bresso.
W wyborach europejskich w 2014 z ramienia ludowców uzyskał mandat eurodeputowanego VIII kadencji.